# David Andersen
David Andersen (Carlton, 23 de junho de 1980) é um basquetebolista profissional australiano, atualmente joga no ASVEL Basket.

## Carreira
David Andersen é o recordista da  Austrália com quatro presenças olímpicas, 2004 a 2016.